# Olax
Genre
Classification phylogénétique
Olax est un genre de plantes à fleurs dicotylédones de la famille des Olacaceae.
Ces espèces sont des arbres ou des arbustes. Il est présent notamment en Asie et en Afrique. On retrouve plusieurs espèces endémiques de Madagascar. Olax psittacorum (le « bois d'effort») est une espèce en danger, endémique de La Réunion et de Maurice.
Le bois de certaines espèces du genre Olax peut être utilisé en menuiserie.
Certaines des espèces malgaches sont nommées « maitsoririnina ». Néanmoins, ce nom est aussi utilisé pour désigner d'autres espèces d'arbres et même de plantes herbacées qui appartiennent à d'autres familles et à d'autres genres.

## Liste d'espèces
- Olax antsiranensis Z.S.Rogers & Malécot & Sikes
- Olax capuronii Z.S.Rogers & Malécot & Sikes
- Olax dissitiflora Oliv.
- Olax imbricata Roxb.
- Olax psittacorum (Lam.) Vahl
- Olax scandens Roxb.
- Olax stricta R.Br.
- Olax subscorpioidea Oliv.
- Olax thouarsii (DC.) Valeton
- Olax zeylanica L.